# 백신

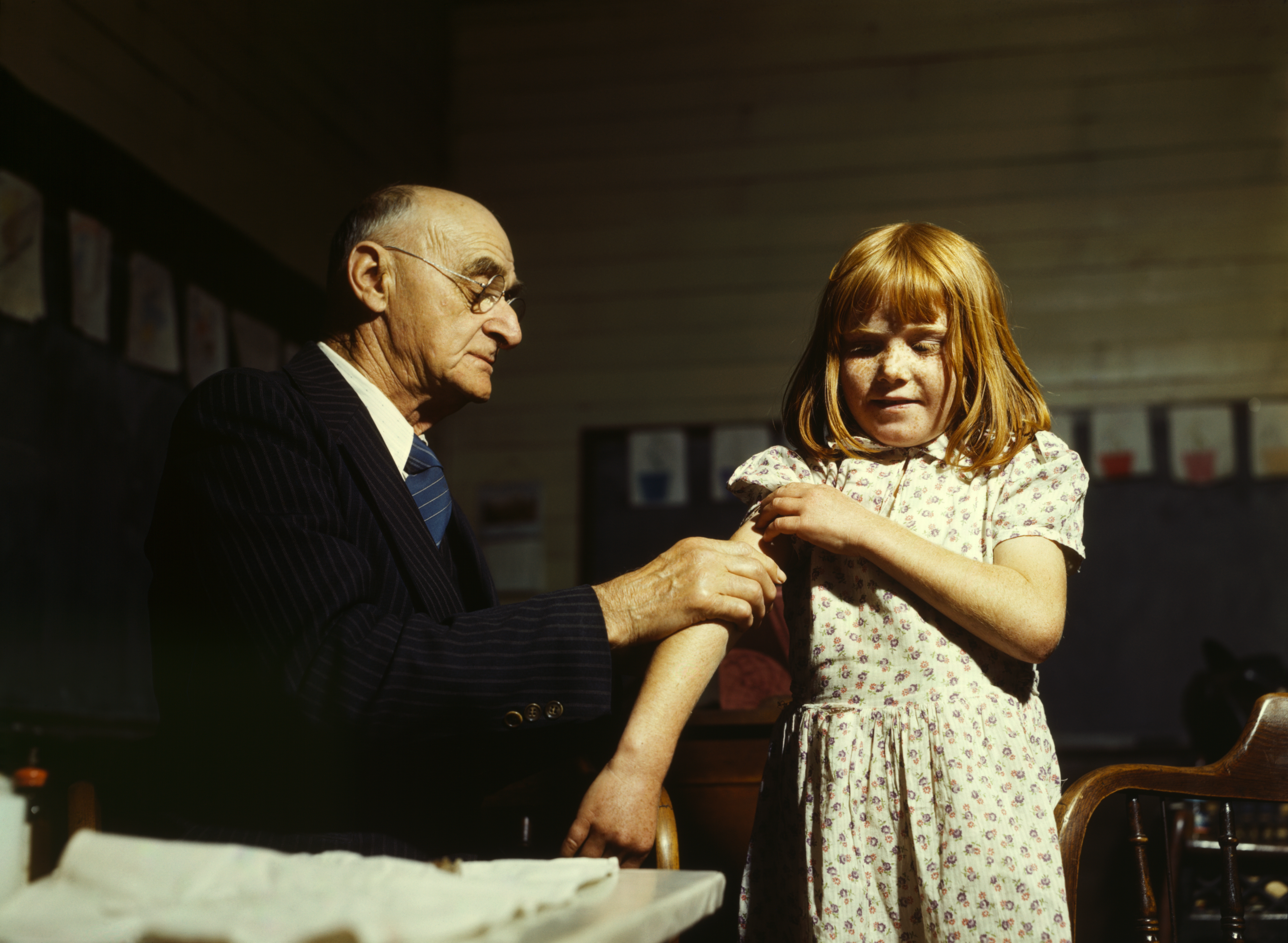
장티푸스 예방접종을 맞는 아이의 모습.

백신(← 영어: vaccine, 문화어: 왁찐 ← 일본어: ワクチン 와쿠친[*] ← 독일어: vakzin 박친[*]) 또는 예방주사(豫防注射)는 항원, 즉 병원체를 처리하여 보다 기능을 약하게 만들어 인체에 주입하거나 또는 인체가 항원에 대한 정보를 습득하도록 적절히 처리된 단백질 또는 핵산을 인체에 투여하여 항체를 형성하게 함으로써 그 질에 저항하는 후천 면역이 생기도록 하는 물질이며 이러한 의약품을 가리키기도 한다. 병을 예방하는 목적으로 백신을 주사하는 것을 예방 접종(豫防接種)이라고 한다.
백신은 병원체의 상태에 따라 완전히 병원체를 죽여 만드는 사백신과 약독화시켜 만드는 생백신으로 구별할 수 있다. 약독화한 생백신은 대부분 바이러스이지만 간혹 세균도 있다. 사백신은 바이러스 또는 세균 전체를 죽여 사용하기도 하고 일부만을 분획하여 사용하기도 한다. 분획화한 사백신은 분리한 물질에 따라 단백 기반 백신과 다당 기반 백신으로 나뉜다.
백신의 투여 후에 일어나는 면역 반응은 혈액과 림프구 등의 백혈구와 체액 등이 관여한다. 여러 백혈구등은 세포를 사멸 과정으로 안내하는 세포 면역과 체액 중의 바이러스 등 병원성 물질에 대응하고 관여하는 체액 면역으로 구분해 볼 수 있다.

## 어원
우두법을 발견한 에드워드 제너가 라틴어로 소를 뜻하는 Vacca를 차용하여 쓰기 시작했으며, 루이 파스퇴르가 Vaccine이라 명명하여 영어와 프랑스어에서는 이 명칭으로 쓰고 있다. 독일어 철자는 Vakzin이다. 한국에서는 일본을 통해 들어온 독일어 Vakzin에서 유래한 왁찐이라는 말을 널리 썼으나, 20세기 후반 이후 대한민국에서는 영어 Vaccine에서 유래한 백신이라는 말이 퍼져 현재는 거의 백신이라는 말로 사용하고 있다. 조선민주주의인민공화국에서는 여전히 왁찐이라 부르며, 예방주사라 말하기도 한다.

## 원리
인체의 면역계는 병원체에 대응하여 항체를 만든다. 한 번 항체가 형성되면 같은 병원체에 대해서는 면역이 형성되게 된다. 백신은 독성을 약화시킨 병원체를 체내에 주입하여 항체가 형성되도록 하는 것이다. 이렇게 항체가 형성되면 실제 독성을 지닌 병원체가 침입하였을 때 신속하고 보다 효율적으로 면역체계가 이에 반응할 수 있게 된다.
면역계는 출생 전부터 모체로부터 전달받은 선천 면역과 생활하면서 침입해 오는 병원체에 대항하여 형성되는 후천 면역으로 나눌 수 있다. 백신은 후천 면역을 증강하기 위한 방법이다. 항체의 형성은 백혈구인 식세포 또는 림프구의 일종인 T세포에 의해 이루어지는데 병원체의 종류에 따라 각기 다른 방법으로 항체를 형성한다.

## 종류
백신은 크게 독성을 약화시킨 병원체가 살아 있는 상태로 투여되는 생백신과 죽은 상태로 투여되는 사백신으로 나뉜다. 사백신은 다시   병원체 전체를 사용하는 것과 일부를 분획하여 사용하는 것으로 나뉘고, 분획할 경우 기반 물질에 따라 단백 기반과 다당 기반으로 나뉜다. 백신의 대부분은 병원체 전체를 사용하는 세포전체 백신이다.
구체적으로,
생백신(약독주)
불활성 백신
톡소이드
가 있다.

1) 약독주
미생물을 몇 세대나 배양해서 그 감염력, 인체에 대한 독성을 줄인 것이었는데, 이와 같은 것을 약독주라고 한다.

이런 유형의 백신은 약독화되어 있지만, 살아있기 때문에 생백신이라고 부른다. 물론 살아있기 때문에 인체에 감염해서 증식한다.

2) 불활성 백신 Killed or inactivated vaccine
살아있는 미생물을 감염시키지 않아도 미생물의 사체에서 면역이 도입되는 경우가 있다는 사실을 알게 되었다. (바이러스에서는 광견병바이러스, 세균에서는 콜레라균, 페스트균, 장티푸스균이다. 이들의 사체를 접종하면 면역을 획득할 수 있다.)

B형 간염바이러스백신도 불활성 백신의 한 종류이다. 불활성 백신 자체에는 증식력이 전혀 없으므로 안전하다.

3) 톡소이드 Toxoid
세균 감염증에서는 세균이 내놓는 독소(단백질의 일종)가 원인이 되어 증상을 일으킨다. 그러나 이 독소에 대한 항체가 존재하면 독은 중화되어 증상이 나타나지 않는다.

그래서 독소에 대한 면역을 도입하기 위해 연구를 거듭한 결과, 만들어진 것이 톡소이드이다. 톡소이드란 독소에 포르말린(formaldehyde)을 결합시킨 것으로 독성은 전혀 없음에도 불구하고 항원성이 보존되어 있어, 면역획득에 있어서는 아주 좋은 백신이다. 파상풍 톡소이드는 잘 알려져 있다.
| 분류        | 약독화 생백신 | 불활성화 사백신 |
| ----------- | --- | --- |
| 백신의 종류 | - 바이러스: MMR 백신(홍역, 볼거리, 풍진), 수두, 황열, 비강용 인플루엔자 - 세균 : BCG - 약독화 생균백신 : 경구용 장티푸스 | - 바이러스 : 주사용 폴리오, 주사용 인플루엔자, 일본뇌염, 광견병, A형 간염, B형 간염, 유행성출혈열 - 세균 : 백일해, 장티푸스, 콜레라, 폐알균 - 톡소이드 : 디프테리아, 파상풍 - 세포분획(subunit)된 단백질백신 |
| 특성        | - 체내에서 증식가능 - 병원성이 있는 원래 형태로 바뀔 수 있다                                                             | - 체내에서 증식할 수 없다 - 비감염성 - 인체 내 항체의 영향을 받지 않는다 |
| 면역 효과   | - 장기 | - 단기 |
| 부작용      | - 병원체 자체의 증상이 나타난다. - 잠복기가 길다                                                                         | - 쇼크와 같은 부작용이 나타날 수 있다. |

### 바이러스벡터백신
한편 바이오백신(biovaccine)으로 알려진 벡터(vector 운반체) 백신은  유전자 재결합법에 의하여 제조된 백신을 말한다. 현재 B형 간염 바이러스 백신이 바이오백신으로 제조되고 있다. 성인 T세포 백혈병(ATL)의 생백신은 1986년에 개발되었다.

### 핵산백신
DNA나 RNA같은 핵산들을 활용하여 면역체계가 사전에 정보를 학습하고 이러한 항원에 보다 효율적으로 가동되는 면역체계를 보장하기 위해 제안된다.
한편 RNA 백신으로  코로나바이러스 백신이 사용된 바 있다.

## 단백질 재조합 백신
전통적인 비활성화 백신의 제조과정을 재사용할 수 있다는 주요한 장점에서 특정 바이러스의 단백질을 단백질 재조합 기술을 사용하여 백신을 개발할 수 있다. 서브유닛(subunit) 백신, 합성항원백신(synthetic antigen vaccine), 유전자 재조합 기술 등으로 불린다.

## 역사
두창의 예방 접종을 실현한 최초의 흔적은 10세기 경 중국으로 거슬러 올라간다. 근대적 백신 접종은 에드워드 제너의 우두법을 시작으로 개발되었다.

## 첨가제
백신에는 유통과 보관을 위하여 일정량의 방부제와 안정제가 첨가되며, 면역 반응의 조절을 위한 보조제도 사용된다.

## 안전성
백신은 인간의 평균 수명을 크게 늘린 성공적인 의약품이다. 그러나 근래에 들어 백신의 안전성을 의심하여 아이에게 백신 접종을 거부하는 사례가 늘고 있다. 전문가들은 백신은 물론 부작용이 있을 수 있으나 성인의 경우에서처럼 이러한 부작용에 대한 우려보다 접종하지 않을 경우의 질병에 대한 심각한 위험성이나 다양한 부수적이고 2차적인 사회문제 등이 고려될 때 비교할 수 없을 정도로 비효율성이 커질 수 있다고 말한다. 약 안쓰고 아이 키우기와 같이 백신 접종을 거부하는 사례는 오히려 아동 학대라는 비판이 있다.

## 진화
인간이 백신을 개발하여 병원체에 대항하는 것은 병원체 입장에선 새로운 선택 압력으로 작용한다. 즉, 백신으로 격퇴되는 것은 도태하고 기존의 백신을 피할 수 있는 병원체가 살아남게 된다. 특히 인플루엔자와 같이 돌연변이가 빠르게 일어나는 병원체는 일정기간이 지나면 기존의 백신을 회피하여 다시 유행한다. 이 때문에 백신 제조회사는 유행이 짐작되는 유형의 백신을 계속하여 개발하고 있다.

## 같이 보기
- 범유행병
- 인플루엔자 팬데믹
- 팬데믹 백신(pandemic vaccine)
- 프리팬데믹 백신(pre-pandemic vaccine)